# Юніорська збірна Канади з хокею із шайбою
Юніорська збірна Канади з хокею із шайбою (англ. Canada men's national under-18 ice hockey team) — національна юніорська команда Канади, що представляє країну на міжнародних змаганнях з хокею із шайбою. Опікується командою Хокей Канади, команда постійно бере участь у чемпіонаті світу з хокею із шайбою серед юніорських команд.
Існують окремі команди для 17 та 18 річних збірних, вперше збірна була створена у 1981 році. Дебютувала на міжнародному турнірі Тихоокеанський кубок (Pacific Cup) в 1991 році в Японії.

## Досягнення
- Чемпіони світу (6) — 2003, 2008, 2013, 2021, 2024, 2025
- Переможці Меморіала Івана Глінки (25) — 1992, 1994, 1996, 1997, 1998, 1999, 2000, 2001, 2002, 2004, 2005, 2006, 2008, 2009, 2010, 2011, 2012, 2013, 2014, 2015, 2017, 2018, 2022, 2023, 2024

## Результати

### Чемпіонати світу з хокею із шайбою серед юніорських команд
- 2002 — 6 місце
- 2003 —  1 місце
- 2004 — 4 місце
- 2005 —  2 місце
- 2006 — 4 місце
- 2007 — 4 місце
- 2008 —  1 місце
- 2009 — 4 місце
- 2010 — 7 місце
- 2011 — 4 місце
- 2012 —  3 місце
- 2013 —  1 місце
- 2014 —  3 місце
- 2015 —  3 місце
- 2016 — 4 місце
- 2017 — 5 місце
- 2018 — 5 місце
- 2019 — 4 місце
- 2021 —  1 місце
- 2022 — 5 місце
- 2023 —  3 місце
- 2024 —  1 місце
- 2025 —  1 місце